# パーキンス・クイ法律事務所
パーキンス・クイ法律事務所（英語: Perkins Coie LLP、[ˈkuːiː] KOO-ee）は、ワシントン州シアトルにあるアメリカの法律事務所である。1912年に設立され、アメリカの法律事務所ランキングAm Law 50 firmに挙げられている。パーキンス・クイは、太平洋岸北西部に本社を置く最大の法律事務所であり、アメリカ合衆国、ヨーロッパ、アジアに21の支社がある。パーキンス・クイには、Google、Microsoft、Intel、Meta、Amazonなどの著名なテクノロジー企業を含む、幅広い企業を顧客に持ち、企業訴訟、商業訴訟、知的財産、規制上の法的助言を提供している。同社はプロボノの仕事でも知られている。

## ドナルド・トランプの標的
パーキンス・クイは、民主党やリベラルのグループに関する訴訟で弁護士を務めてきた。2025年、ドナルド・トランプ政権は、政敵のために働いてきた法律事務所に対する懲罰的な措置を行う大きな活動の一環として、パーキンス・クイとポール・ワイス・リフキンド・ワートン・ギャリソン法律事務所を直接標的にする大統領令14230および14237を発令した。